# یوهان لوکاس فن هیلدبرانت
یوهان لوکاس فن هیلدبرانت (انگلیسی: Johann Lukas von Hildebrandt؛ ۱۴ نوامبر ۱۶۶۸ – ۱۶ نوامبر ۱۷۴۵) یک معمار اهل اتریش بود.